# Гометра
Го́метра (англ. Gometra, гэльск. Gòmastra) — остров в архипелаге Внутренние Гебридские острова, область Аргайл и Бьют, Шотландия, Великобритания.

## Этимология
Согласно книге The Place Names of Argyll (1906) Хью Камерона Джиллиеса, название острова произошло от древнескандинавских корней gottr + madr + ey, что означает «Остров хорошего человека» или «Остров человека-Бога». Согласно Айану Макинтайлеру (2003) это означает «Остров Готмунда» (Guðmundr — полу-легендарный древнескандинавский король). Также древнескандинавское слово Goðrmaðray означает «Остров воина-священника», а гэльское Gu mòr traigh — «только во время отлива». В средневековых хрониках остров выведен под названием Gomedrach.

## География
Гометра со всех сторон окружена другими островами архипелага Внутренние Гебриды: в 700 метрах к югу лежит остров Стаффа, в 6 километрах западнее — Острова Трешниш, в 3 километрах с севера — остров Малл, а с востока находится остров Алва, расстояние до которого составляет лишь 30 метров и то во время прилива. Между этими островами проложен мост, но во время отлива с одного на другой можно перейти посуху (см. ватты).
С запада на восток Гометра вытянута примерно на 2,9 километра, с юга на север на 1,5—2 километра, площадь острова — 4,25 км², наивысшая точка — 155 метров над уровнем моря.

## Описание
В прежние времена остров населяло более сотни жителей, которые выращивали зерновые культуры, разводили овец, свиней, лошадей; на острове водились дикие козы и благородные олени. На острове обнаружены остатки кладбища, нескольких поселений и двух дунов. По состоянию на 2001 год на острове постоянно жили пять человек, в 2011 — два; школа, врач, паромная переправа отсутствуют. Почта прибывает раз в неделю. Остров включён в национальную научную зону Лох-На-Кил.

В шесть часов вечера все собрались на вершине холма Аббата, откуда отчетливо были видны окрестности. На востоке возвышались скалы острова Малл, на севере — островок Святого Стаффа выступал из воды, словно панцирь гигантской черепахи, выброшенной прибоем на мель. Позади него виднелись острова Элва и Гометра, они сливались вместе, образуя как бы один большой остров. На западе и юго-западе расстилалось безбрежное море.
— Жюль Верн. «Зелёный луч», гл. 16

## История
Гометра издавна была частью Королевства Островов. В X веке близлежащие острова Стаффа и Алва перешли клану Маккуарри, но Гометра осталась во владении монастыря Ионы и лишь значительно позднее отошла герцогу Аргайла. Как ни странно, Дональд Монро в своей работе Описание западных островов Шотландии (1549) не упоминает ни о Гометре, ни об Ульве. В 1845 году у Гометры и Ульвы появился новый хозяин — юрист Фрэнсис Уильям Кларк, который был ярым сторонником идеи депортации шотландских горцев, из-за чего население обоих островов начало стремительно сокращаться: в 1841 году здесь жило 289 человек, в 1889 году 30 человек. В 1932 году Гометра была продана альпинисту Хью Раттледжу, который планировал начать новую спокойную жизнь фермером. В 1950 году он покинул остров и переехал жить в Дартмур. Особняк Раттледжа стал разрушаться, но в 1990-х годах был восстановлен и ныне пригоден для жизни.
К 2013 году на острове расположено три-четыре домохозяйства, в которых живут несколько человек, которые не используют электричества, у них нет водопровода, канализации и автомобилей. Островитяне экспортируют на «большую землю» ягнятину, баранину, шерсть, оленину, устриц, бижутерию. Все жители единогласно протестуют против решения компании The Scottish Salmon Company построить на их острове рыбзавод.

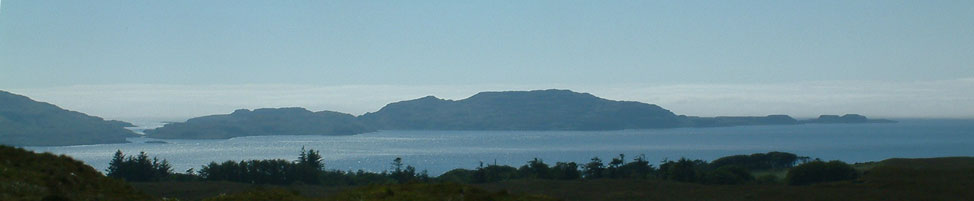
Вид на северный берег Гометры с острова Малл